# Colton McKivitz
Colton McKivitz (Jacobsburg, Ohio, 9 de agosto de 1996) es un jugador profesional estadounidense de fútbol americano que se desempeña en la posición de offensive tackle en San Francisco 49ers, equipo de la National Football League (NFL).

## Carrera
Fue seleccionado en la quinta ronda en la Reunión Anual de Selección de Jugadores de la NFL de 2020. Hizo su debut profesional con el equipo San Francisco 49ers, donde lleva jugando cuatro temporadas.